# Luzius Schuler
Luzius Schuler (* 22. Januar 1989 in Langenthal) ist ein Schweizer Jazzmusiker (Piano, Komposition).

## Leben und Wirken
Schuler wuchs in einer musikalischen Familie auf und erhielt im Alter von neun Jahren ersten Klavierunterricht. Von 2008 bis 2011 absolvierte er das Bachelorstudium Jazzpiano an der Hochschule der Künste Bern bei Thierry Lang und Philipp Henzi, an das sich bis 2014 das Masterstudium in Bern und Trondheim bei Colin Vallon und Django Bates anschloss.
Schuler arbeitete als Begleiter bei Pamela Méndez und in Marena Whitchers Shady Midnight Orchestra, gehörte zu den Bands Sid und Alois und war Gründungsmitglied von Woodlander und dem Trio Esche (mit seiner Schwester Laura und der Bassistin Lisa Hoppe), mit denen seit 2017 mehrere Alben entstanden. 2020 veröffentlichte er sein Debütalbum unter eigenem Namen; 2022 folgte Penta Fest, das auch in die Neoklassik eingeordnet wird. Daneben ist er auch als Theatermusiker tätig und arbeitet mit Videokünstlern an der Schnittstelle von Musik und Bild. Er ist zudem auf Alben von Hayden Chisholm und dem Lucerne Jazz Orchestra zu hören.
Schuler, der 2011 das Friedl Wald-Stipendium erhielt, gewann mit Sid 2014 den Biberacher Jazzpreis. 2019 erhielt er vom Kanton Bern ein sechsmonatiges Paris-Stipendium.
Schuler lebt in Bern.

## Diskographische Hinweise
- Tomas Sauter, Ralph Alessi, Luzius Schuler, Dominik Burkhalter: Double Life (Catwalk 2014)
- Tomas Sauter, Ralph Alessi, Luzius Schuler, Dominik Burkhalter: Mind Reader (Catwalk 2016)
- Moon Is the Oldest TV (Ronin Rhythm Records 2020)
- Penta Fest (Red Brick Chapel 2022)[3]